# Kath
Kath fou una ciutat de la riba oriental de l'Amudarià (Oxus) i antiga capital de Coràsmia, propera a la moderna ciutat de Khivà, avui a l'Uzbekistan.
Marquart pensa que al segle v fou un feu de Narses, germà del reis sassànida Bahram V (420-438), que portava el títol de marzban i era una mena de marquès dels territoris del nord-est que havien estat arrabassats als kagans turcs. Segons al-Biruni, Afrigh, primer rei de la dinastia afrígida de Coràsmia, va construir una gran fortalesa de nom Fil o Fir a la vora de la capital Khat o Kath, que fou minada pels canvis del curs del riu Oxus que finalment se la va emportar al segle x. Al-Biruni, que era natiu de la zona, encara en va veure les restes. No està però clar quan els afrígides es van instal·lar a Kath, ja que la dinastia podria haver començat al segle i o al iv, i Kath podia estar en mans perses el segle v. La informació històrica és de fet només de l'època musulmana.
El 712 el governador de Khurasan Kutayba ibn Muslim al-Bahili va intervenir a Coràsmia que tenia a Kath (o al-Fil segons el nom àrab) per capital; van caler dos expedicions per dominar el país. El xa de Coràsmia Khurrazad fou derrotat i Askadjamuk (el seu germà), fou mort per Kutayba i va pujar un nou sobirà; el país va haver de pagar tribut i enviar tropes auxiliars. El tribut va caure aviat en desús.
Els xas afrígides es van convertir a l'islam probablement sota el califa al-Mamun. Però al mateix temps al segle viii apareix com seu d'un bisbat ortodox o melquita lligat als territoris khàzar del baix Volga. Ibn Fadlan va estar a la cort del xa de Coràsmia a Kath el 921/922 quan va fer el seu viatge a Gurgandj i a l'estepa del búlgars. Al segle x alguns geògrafs la descriuen amb cert detall, especialment al-Istakhrí, Ibn Hàwqal, al-Muqaddassí i els Hudud al-àlam. Al-Muqaddassí l'anomena Sharistan (que vol dir capital de província, i no el nom de la ciutat) i diu que estava dominada per la fortalesa d'al-Fil (o al-Fir) amb un triple recinte i diversos palaus però degut al canvi del curs del riu tant la fortalesa com la ciutat havien estat damnades pel riu i havien hagut de ser abandonades al començament del segle; no obstant al-Biruní que era de la regió, hi va estar el 994 hi encara en va veure els vestigis. Es va construir una nova Kath més a l'est que és qualificada als Hudud al-àlam (que li donen el nom de Kazh) com porta del Turquestan dels oghuz i que disposava de palau pel xa de Coràsmia, una gran mesquita i una presó i era regada pel canal Jadur; Istrakhri diu que era més gran que Nishapur i tan gran com Bukharà. El 995 els mamúnides van enderrocar als afrígides i la capitalitat de Kath es va acabar i Gurgandj fou la nova capital política.
Al segle xiv formava part del kanat de Txagatai. Ibn Battuta va estar a Kath (que anomena al-Kat) el 1332/1333 i diu que era una ciutat poc important i única etapa entre Urgendj o Urgenč (antiga Gurgandj) i Bukharà. El 1372 fou devastada per Tamerlà en la seva lluita contra Toktamish, però després en va fer restaurar les muralles. Durant el kanat Uzbek al segle xvi fou sovint residència d'un príncep de la dinastia Xibànida. El 1557 fou visitada per Jenkinson. Abu l-Ghazi Bahadur Khan la cita diverses vegades. Al segle xvii estava sobre un canal sec i el kan de Khivà Anusha ibn Abi l-Ghazi va construir una nova ciutat a la riba occidental de l'Oxus; les ruïnes de l'antiga ciutat es van anomenar Abbas Wali, del nom d'un santó local, i corresponen a la moderna Shabbaz on va sorgir una nova ciutat a l'entorn d'un fort; aquestes ruïnes de Kath foren trobades per Mikhaïl Skóbelev a la riba dreta de l'Oxus prop del llogaret de Shaykh Abbas Wali, quasi enfront de Nova Urgendj. Kuhn va visitar les ruïnes el 1873. La moderna Kath en canvi és a la riba esquerra de l'Oxus.